# 알나자프 SC
알나자프 FC(아랍어: نادي النجف لكرة القدم는 나자프를 연고로 하는 이라크의 축구단이다. 현재 이라크 프리미어리그에 참가하고 있다.

## 우승
- 이라크 엘리트컵: 1997

## 선수 명단

### 현역
참고: FIFA 자격 규정에 따라 소속된 국가대표팀 국기를 표시합니다. 선수는 복수의 FIFA 비회원국 국적을 가지고 있을 수 있습니다.
| 번호 | 포지션 | 국적   | 이름              |
| ---- | ------ | ------ | ----------------- |
| 5    | DF     | 토고   | 마그니메 아그보초 |
| 8    | MF     | 세네갈 | 도미니크 멘디     |

| 번호 | 포지션 | 국적   | 이름            |
| ---- | ------ | ------ | --------------- |
| 80   | FW     | 튀니지 | 베시르 가리아니 |
| 90   | FW     | 튀니지 | 하짐 메스토우리 |

## 역대 감독
| 감독                  | 임기   |
| --------------------- | ------ |
| 하이다르 아부디(대행) | 2021   |
| 하이다르 아부디       | 2021 ~ |

틀:알나자프 SC 선수 명단